# Список заслуженных артистов Туркменской ССР
Указ Президиума Верховного Совета Туркменской ССР от  17 июля 1944 год  Кушнирович Леонид Наумович  присвоено звание  Заслуженный артист Туркменской ССР..  Дирижер
Список заслуженных артистов Туркменской ССР
Ниже приведён список заслуженных артистов Туркменской ССР по годам присвоения звания.

## 1940-е

### 1943
- Кулиева, Мая (1920—2018), оперная певица[1]

## 1950-е

### 1957
- Ходжабаев, Давлетбай Гельдиевич (р.1931), артист цирка [2]

### 1958
- Джаллыев, Артык (р.1933),актёр [3]

## 1960-е

### 1961
- Дангатар Овезов (1911—1966), композитор, дирижёр[4]

### 1964
- Майя (Медениет) Шахбердыева (1930), оперная певица (колоратурное сопрано)[5]

### 1965
- Кузьмина, Ирина Фёдоровна (1928—2015), оперная певица (колоратурное сопрано)

### 1966
- Сухобоков, Владимир Леонидович (1910—1973), кинорежиссёр
- Баба Аннанов (1934-1991), актёр и режиссёр

## 1970-е

### 1976
- Реджепмырат Абдыев (р. 1947) — артист балета[6].
- Кашаева Ирина Хабибуловна (1936–1992),солистка ансамбля народного танца ТССР

## 1980-е

### 1986
- Ходжадурды Нарлиев (р. 1945) — режиссёр Туркменфильма.

## Год присвоения звания не установлен
- Израилов, Танхо Селимович (1917—1981), танцовщик, балетмейстер[7]
- Сона Мурадова (1914—1997), театральная актриса[8]
- Нарыков, Василий Ильич (р. 1889), артист театра.
- Сошинская, Лариса Гавриловна (1926—2011) актриса театра[9]